# Amazon Freevee
Amazon Freevee (kurz Freevee) war eine kostenfreie werbefinanzierte Video-on-Demand-Plattform von Amazon, die am 11. Januar 2019 unter dem Namen IMDb Freedive veröffentlicht wurde. Seit dem 1. August 2022 war das Angebot von Amazon Freevee auch in Deutschland verfügbar.
Mitte November 2024 kündigte Amazon an, das Angebot von Freevee in Prime Video zu integrieren.

## Hintergrund
Amazon Freevee wurde im Januar 2019 von der Amazon-eigenen Online-Datenbank IMDb unter dem Namen IMDb Freedive als kostenloser, werbefinanzierter Videochannel (Advertised-Video-on-Demand) zunächst ausschließlich in den USA gestartet.
Am 17. Juni 2019 gab IMDb Freedive seine Umbenennung in IMDb TV bekannt. Durch die Unterzeichnung neuer Verträge mit Warner Bros. Entertainment, Sony Pictures Entertainment und MGM Studios begann der Streaming-Dienst, neue Inhalte anzubieten. Um den Dienst kostenlos anbieten zu können, wurden gestreamte Inhalte mit Werbung unterbrochen, die nicht übersprungen werden konnte.
Im September 2021 kündigte Amazon den Start von IMDb TV im Vereinigten Königreich an. Am 13. April 2022 wurde bekannt gegeben, dass der Dienst im Laufe des Jahres 2022 auch in Deutschland zur Verfügung stehen wird. In Folge der globalen Ausweitung erfolgte am 27. April 2022 die Umbenennung in Amazon Freevee.
Zu den ersten angekündigten Schritten nach der Umbenennung gehörten die Premiere der Serie Bosch: Legacy, sowie das Angebot der Originals im Jahr 2022 um 70 % auszubauen.
Der Video-on-Demand-Dienst war sowohl auf den Webseiten von Amazon und IMDb, als auch auf diversen Plattformen wie dem Fire TV, der PlayStation und dem Apple TV in teilnehmenden Ländern, verfügbar.
Seit dem 1. August 2022 war das Angebot von Amazon Freevee auch in Deutschland verfügbar. Zum Ansehen der kostenfreien Inhalte wird ein Benutzerkonto bei Amazon benötigt, eine kostenpflichtige Prime-Mitgliedschaft war jedoch nicht notwendig.
Am 3. März 2023 startete die Video-on-Demand-Plattform auch in Österreich.
Mitte November 2024 kündigte Amazon an, das Angebot von Freevee in Prime Video zu integrieren. Unter dem Label „Watch for Free“ sind die Inhalte weiterhin kostenlos mit Werbung und ohne vorherige Anmeldung verfügbar.

## Amazon Freevee Originals

### Spannung
- Alex Rider (Staffeln 2 und 3, 2020 bis 2024)
- Leverage 2.0 (seit 2021)
- Bosch: Legacy (seit 2022)
- High School (seit 2022)

### Komödie
- Sprung (seit 2022)
- Der Mann im Mond (2024 bis 2025)

### Dokumentationen
- Bug Out (seit 2021)
- Luke Bryan: My Dirt Road Diary (seit 2021)
- Moment of Truth (seit 2021)
- Top Class (seit 2021)

### Reality-TV
- Judy Justice (seit 2021)
- Play Doh Squished (seit 2021)
- Hollywood Houselift with Jeff Lewis (seit 2022)
- America’s Test Kitchen: The Next Generation (seit 2022)
- Dr. Seuss Baking Challenge (seit 2022)
- 7 vs. Wild (Staffel 3 und 4, seit 2023)